# La Godivelle
La Godivelle est une commune française, située dans le département du Puy-de-Dôme en région Auvergne-Rhône-Alpes. C'est la commune la moins peuplée du département.

## Géographie

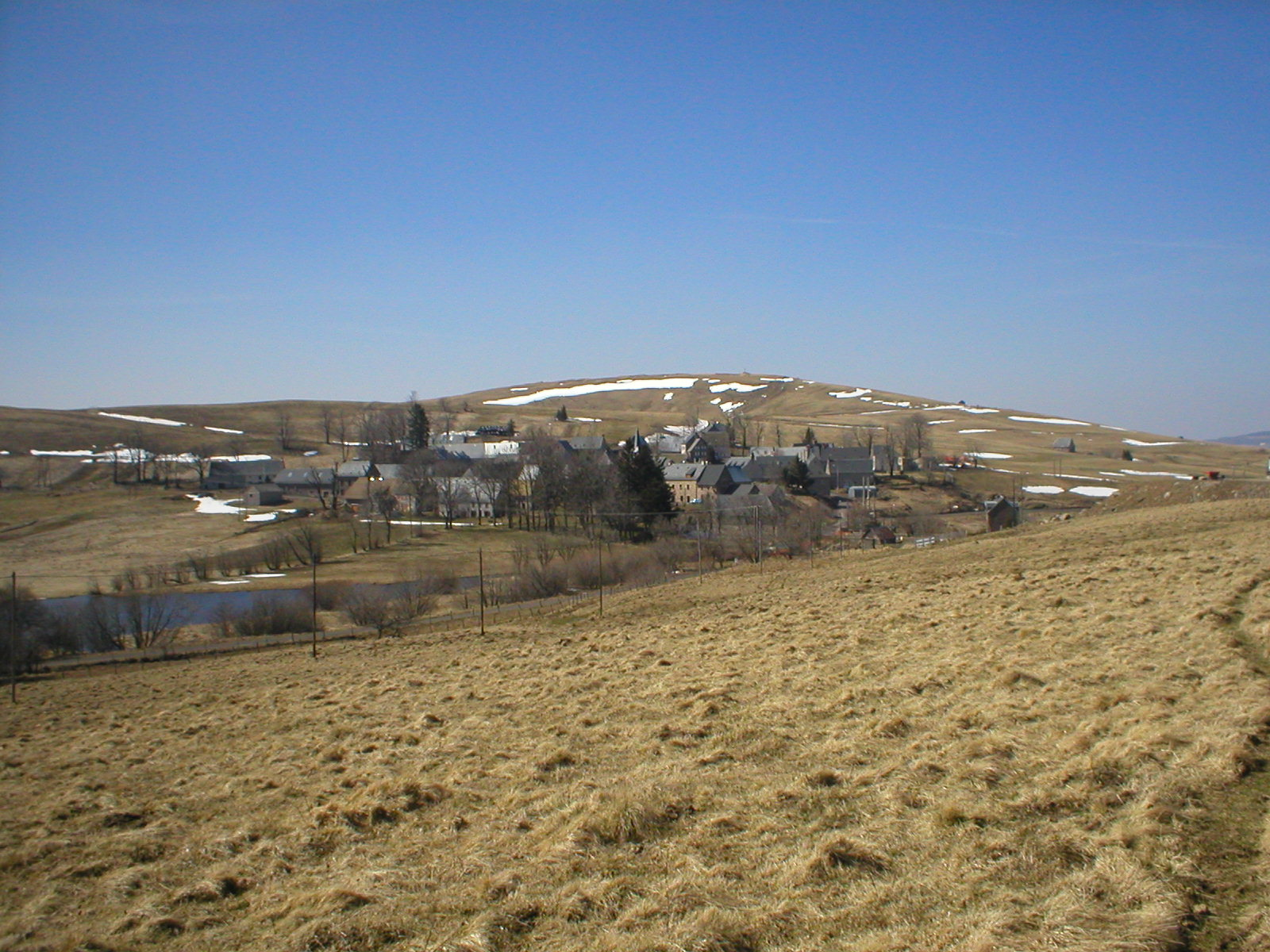
Le village de La Godivelle avec le lac d'En-Bas à gauche.

Le petit village de La Godivelle est situé dans le massif du Cézallier au sud des monts Dore, à 70 km au sud-ouest de Clermont-Ferrand. Il fait partie du parc naturel régional des volcans d'Auvergne.

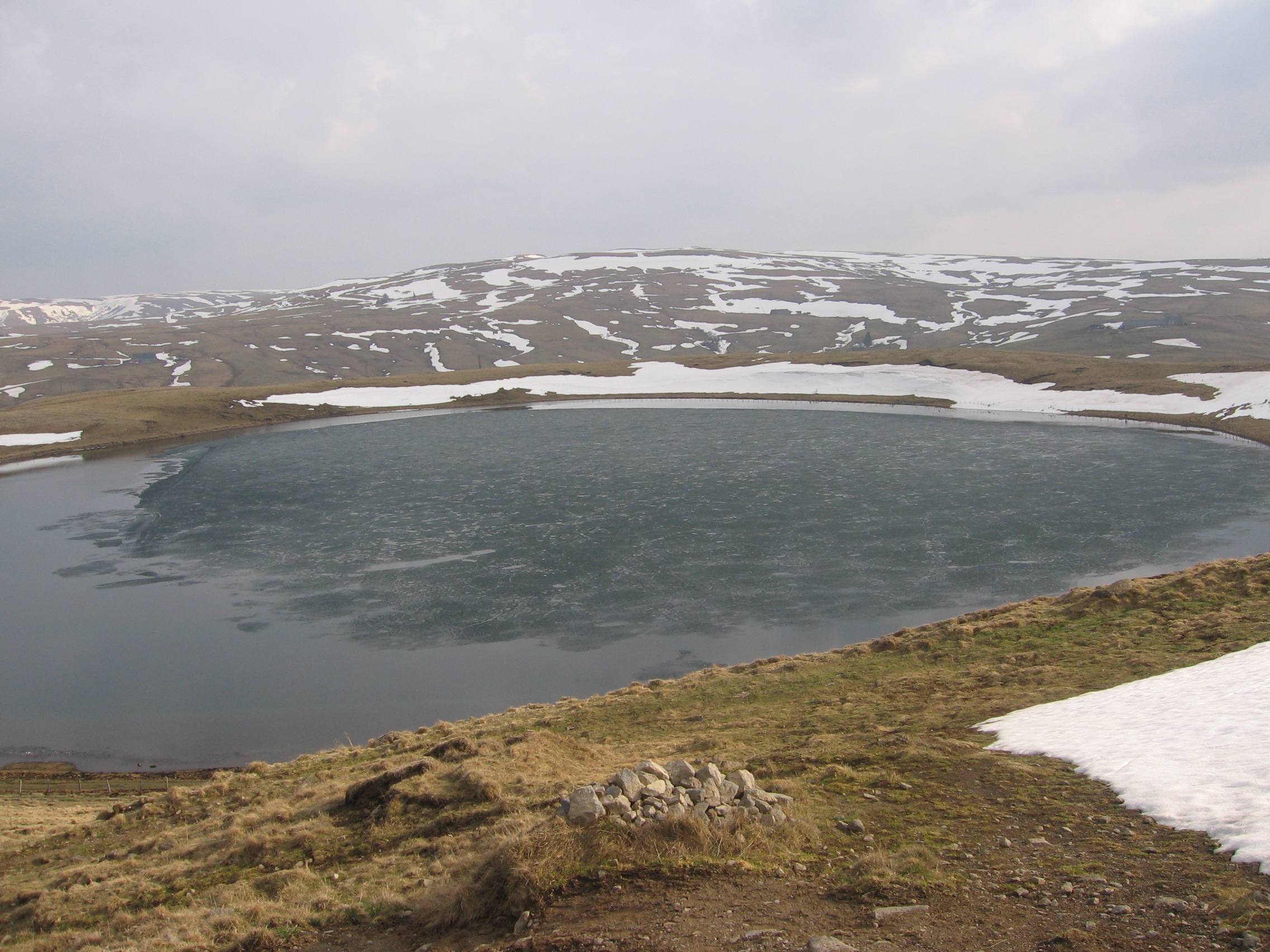
Le lac d'En Haut.

La commune de La Godivelle possède deux lacs, le lac d'En-Haut et le lac d'En-Bas.
- Le lac d'En-Haut est un lac de cratère d'origine volcanique situé à 1 239 mètres d'altitude. Il a une forme circulaire[Note 1]. C'est un des lacs les plus oligotrophes d'Europe[1].
- Le lac d'En-Bas est un lac d'origine glaciaire situé un peu plus bas que le précédent, à une altitude de 1 200 mètres[Note 2]. Il forme, avec le lac de Saint-Alyre, une tourbière.

|           | Compains             |                         |
| Espinchal | La Godivelle         | Saint-Alyre-ès-Montagne |
|           | Montgreleix (Cantal) |                         |

### Climat
Pour des articles plus généraux, voir Climat d'Auvergne-Rhône-Alpes et Climat du Puy-de-Dôme.
En 2010, le climat de la commune est de type climat de montagne, selon une étude du Centre national de la recherche scientifique s'appuyant sur une série de données couvrant la période 1971-2000. En 2020, Météo-France publie une typologie des climats de la France métropolitaine dans laquelle la commune est exposée à un climat de montagne ou de marges de montagne et est dans une zone de transition entre les régions climatiques « Ouest et nord-ouest du Massif Central » et « Nord-est du Massif Central ».
Pour la période 1971-2000, la température annuelle moyenne est de 6,6 °C, avec une amplitude thermique annuelle de 14,7 °C. Le cumul annuel moyen de précipitations est de 1 305 mm, avec 12,6 jours de précipitations en janvier et 9,3 jours en juillet. Pour la période 1991-2020, la température moyenne annuelle observée sur la station météorologique de Météo-France la plus proche, « Anzat-le-Luguet_sapc », sur la commune d'Anzat-le-Luguet à 11 km à vol d'oiseau, est de 7,5 °C et le cumul annuel moyen de précipitations est de 1 207,2 mm,. Pour l'avenir, les paramètres climatiques de la commune estimés pour 2050 selon différents scénarios d'émission de gaz à effet de serre sont consultables sur un site dédié publié par Météo-France en novembre 2022.

## Urbanisme

### Typologie
Au 1er janvier 2024, La Godivelle est catégorisée commune rurale à habitat très dispersé, selon la nouvelle grille communale de densité à sept niveaux définie par l'Insee en 2022.
Elle est située hors unité urbaine et hors attraction des villes,.

### Occupation des sols
L'occupation des sols de la commune, telle qu'elle ressort de la base de données européenne d’occupation biophysique des sols Corine Land Cover (CLC), est marquée par l'importance des forêts et milieux semi-naturels (61,2 % en 2018), en diminution par rapport à 1990 (63 %). La répartition détaillée en 2018 est la suivante : milieux à végétation arbustive et/ou herbacée (57 %), prairies (30,5 %), zones humides intérieures (8,3 %), forêts (4,2 %). L'évolution de l’occupation des sols de la commune et de ses infrastructures peut être observée sur les différentes représentations cartographiques du territoire : la carte de Cassini (XVIIIe siècle), la carte d'état-major (1820-1866) et les cartes ou photos aériennes de l'IGN pour la période actuelle (1950 à aujourd'hui).

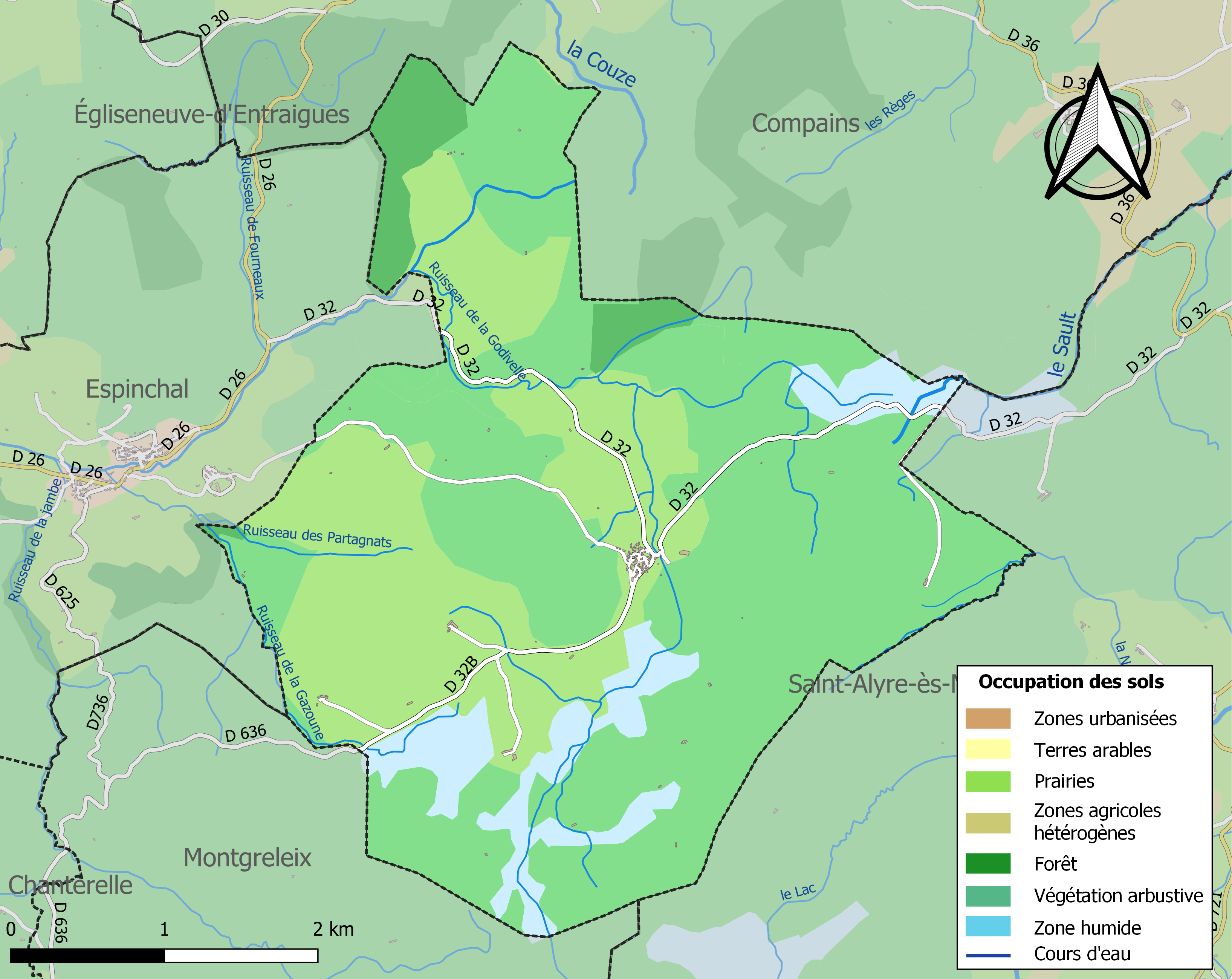
Carte des infrastructures et de l'occupation des sols de la commune en 2018 (CLC).

## Toponymie
Le nom de La Godivelle vient du germanique wald signifiant forêt en langue germanique alors parlée par l'aristocratie du Haut Moyen Âge et dont le langage a pénétré la langue. Le nom s'occitanisa pour donner le nom occitan « La godivela », signifiant « la petite forêt ». S'y rajoute la terminaison romane alia évoluant en ela pour désigner la taille modeste de la forêt concernée.
Évolution du toponyme : Wald/Gald/Gaud + terminaison romane alia/ela - Gaudivalia/Godivela.

## Histoire
Lors de la création des communes et des départements, en février 1790, la Godivelle est rattachée au département du Cantal. En mars de la même année, elle est rattachée au département du Puy-de-Dôme.

## Politique et administration

### Découpage territorial
La commune de La Godivelle est membre, depuis le 1er janvier 2017, de la communauté de communes du Massif du Sancy, un établissement public de coopération intercommunale (EPCI) à fiscalité propre créé le 10 décembre 1999 dont le siège est au Mont-Dore. Ce dernier est par ailleurs membre d'autres groupements intercommunaux.
Jusqu'en 2016, elle faisait partie de la communauté de communes Ardes Communauté, qui a fusionné le 1er janvier 2017 avec sept autres communautés de communes autour d'Issoire. L'intégration de La Godivelle répond à une cohérence de périmètres de réserves naturelles nationales (sagnes de La Godivelle, vallée de Chaudefour et Chastreix-Sancy).
Sur le plan administratif, elle est rattachée à l'arrondissement d'Issoire, à la circonscription administrative de l'État du Puy-de-Dôme et à la région Auvergne-Rhône-Alpes. De 1793 à 1801, La Godivelle faisait partie du district de Besse et du canton d'Église Neuve, et de 1801 à mars 2015, du canton d'Ardes.
Sur le plan électoral, elle dépend du canton de Brassac-les-Mines pour l'élection des conseillers départementaux, depuis le redécoupage cantonal de 2014 entré en vigueur en 2015, et de la troisième circonscription du Puy-de-Dôme pour les élections législatives, depuis le dernier découpage électoral de 2010.

### Élections municipales et communautaires

#### Élections de 2020
Le conseil municipal de La Godivelle, commune de moins de 1 000 habitants, est élu au scrutin majoritaire plurinominal à deux tours avec candidatures isolées ou groupées et possibilité de panachage. Compte tenu de la population communale, le nombre de sièges à pourvoir lors des élections municipales de 2020 est de 7. Sur les douze candidats en lice, quatre sont élus dès le premier tour, le 15 mars 2020, avec un taux de participation de 97,92 %. Les trois conseillers restant à élire sont élus au second tour, qui se tient le 28 juin 2020 du fait de la pandémie de Covid-19, avec un taux de participation de 97,92 %.

#### Chronologie des maires
| Période                                  | Période                       | Identité               | Étiquette | Qualité                            |
| ---------------------------------------- | ----------------------------- | ---------------------- | --------- | ---------------------------------- |
| Les données manquantes sont à compléter. |                               |                        |           |                                    |
| mars 2001                                | mars 2014                     | Marius Vallette        |           |                                    |
| mars 2014 (réélue en 2020)               | En cours (au 14 juillet 2021) | Jocelyne Mansana-Roche |           | Retraitée de l'Éducation nationale |

## Population et société

### Démographie
Avec ses 17 habitants, La Godivelle est le village le moins peuplé des 464 communes du Puy-de-Dôme. Le second est Voingt qui compte 57 habitants (en 2022).
L'évolution du nombre d'habitants est connue à travers les recensements de la population effectués dans la commune depuis 1793. Pour les communes de moins de 10 000 habitants, une enquête de recensement portant sur toute la population est réalisée tous les cinq ans, les populations de référence des années intermédiaires étant quant à elles estimées par interpolation ou extrapolation. Pour la commune, le premier recensement exhaustif entrant dans le cadre du nouveau dispositif a été réalisé en 2004.

En 2022, la commune comptait 17 habitants, en évolution de +30,77 % par rapport à 2016 (Puy-de-Dôme : +2,1 %, France hors Mayotte : +2,11 %).
| 1793 | 1800 | 1806 | 1821 | 1831 | 1836 | 1841 | 1846 | 1851 |
| ---- | ---- | ---- | ---- | ---- | ---- | ---- | ---- | ---- |
| 278  | 248  | 253  | 260  | 242  | 269  | 264  | 287  | 305  |

| 1856 | 1861 | 1866 | 1872 | 1876 | 1881 | 1886 | 1891 | 1896 |
| ---- | ---- | ---- | ---- | ---- | ---- | ---- | ---- | ---- |
| 283  | 234  | 241  | 237  | 219  | 207  | 246  | 201  | 186  |

| 1901 | 1906 | 1911 | 1921 | 1926 | 1931 | 1936 | 1946 | 1954 |
| ---- | ---- | ---- | ---- | ---- | ---- | ---- | ---- | ---- |
| 197  | 189  | 184  | 188  | 166  | 154  | 161  | 131  | 131  |

| 1962 | 1968 | 1975 | 1982 | 1990 | 1999 | 2004 | 2006 | 2009 |
| ---- | ---- | ---- | ---- | ---- | ---- | ---- | ---- | ---- |
| 110  | 106  | 70   | 62   | 38   | 27   | 22   | 22   | 22   |

| 2014 | 2019 | 2022 | - | - | - | - | - | - |
| ---- | ---- | ---- | - | - | - | - | - | - |
| 14   | 16   | 17   | - | - | - | - | - | - |

## Culture locale et patrimoine

### Lieux et monuments

#### Patrimoine bâti et culturel

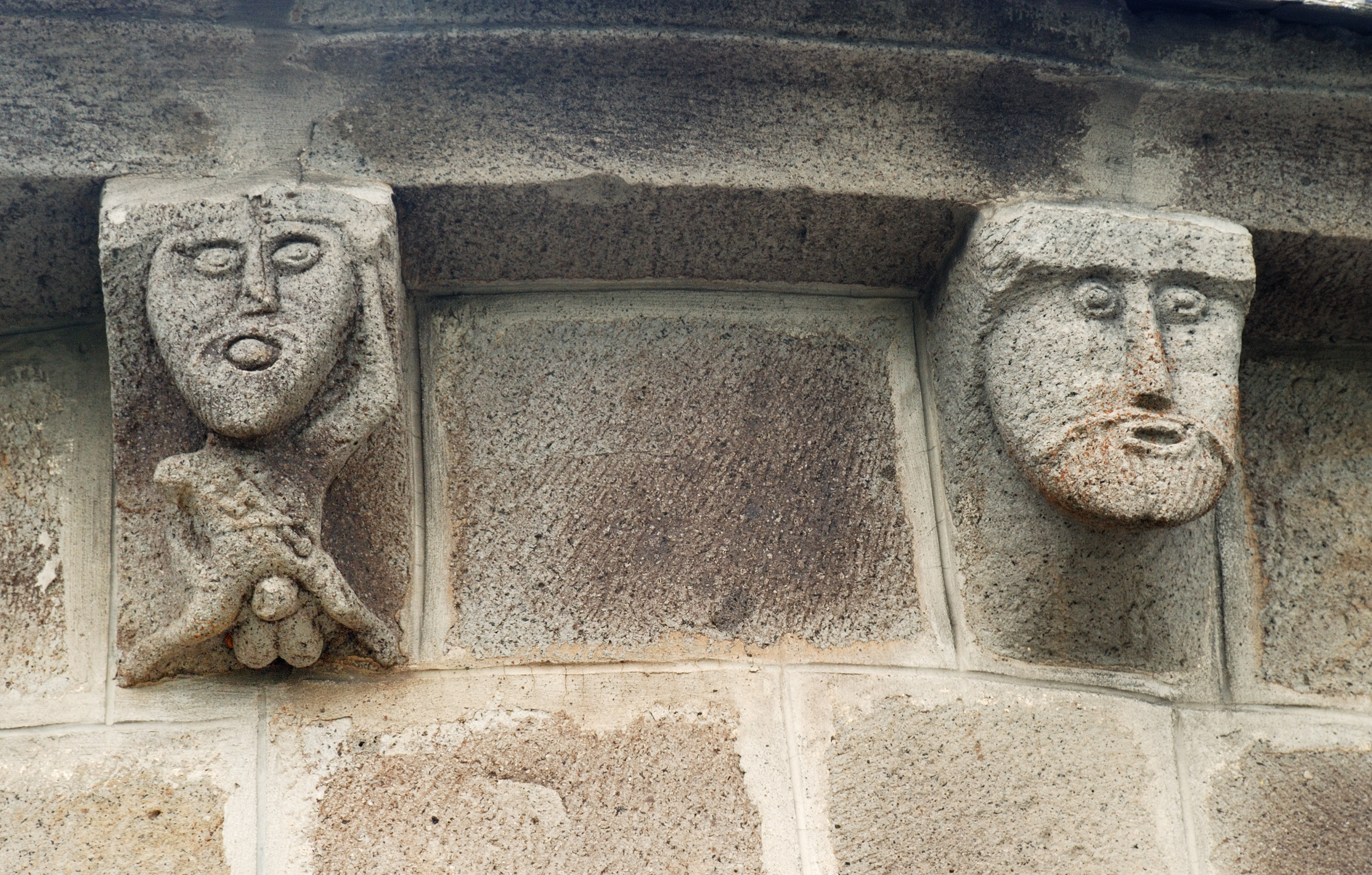
Deux des modillons de l'église de la Godivelle.

La fontaine située sur la place de l'église est la plus large du département du Puy-de-Dôme. Sa création est attribuée a l'un des anciens maires de la commune. Celui-ci, au vu des difficultés d'abreuvage des bêtes durant l'hiver (qui devaient monter jusqu'au lac-d'En-Haut), et des problèmes d'approvisionnement en eau pour la consommation publique et pour la lutte contre d'éventuels incendies, décida de faire bâtir cette fontaine, où près d'une trentaine de bêtes peuvent s'abreuver en même temps.
L'église Saint-Blaise de La Godivelle, partiellement du XIIe siècle et en particulier ses modillons situés à l'arrière  représentant les sept péchés capitaux. Elle possède également une intéressante statue de Vierge à l'Enfant appelée Notre-Dame-des-Lacs-de-La-Godivelle du XVIIe siècle (remanié au XIXe siècle).

### Patrimoine naturel

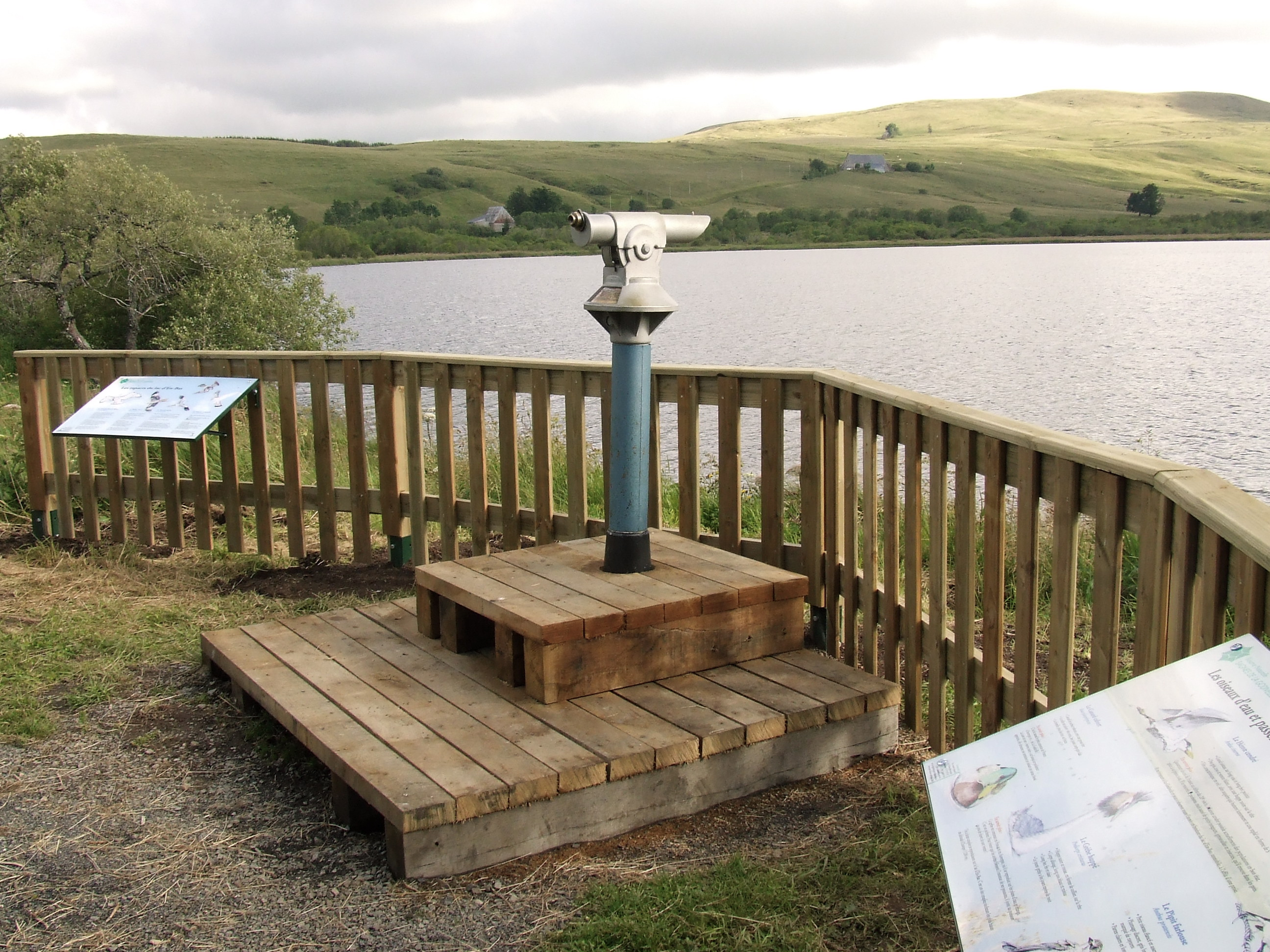
Aire d'observation des oiseaux près du lac-d'En-Bas.

La réserve naturelle des sagnes de La Godivelle est gérée par le parc naturel régional des volcans d'Auvergne. D'une superficie de 24 ha, elle est composée de deux parties : la plus grande autour du lac d'En-Bas, et la plus petite sur la tourbière de le Coualle Basse, à un kilomètre au nord du Lac. Les recensements naturalistes dénombrent actuellement plus de 1 500 espèces faunistiques et floristiques, dont plus de 80 sont protégées au niveau régional à international, et/ou sont inscrites sur les Livres Rouges des espèces menacées au niveau régional à européen. La flore de la tourbière accueille par exemple des espèces rares telle la droséra à feuilles rondes, une plante carnivore, et la Ligulaire de Sibérie. Plusieurs espèces de papillons remarquables sont également présentes sur le site, tout comme des coléoptères, orthoptères, etc. De nombreux oiseaux migrateurs viennent y faire escale.

### Patrimoine culturel
La commune est citée par Jean-Louis Murat dans son album Dolorès : « Alors de La Godivelle à Compains, on me jure que c'est sortilège » (Perce-neige).
Elle l'est également dans le livre de Didier Cornaille Les voisins de l'horizon.

### Héraldique
| Blason de Godivelle (La) | Blason  | Écartelé, au 1 et 4, de gueules au cornet d'argent lié du même, au 2 et 3, d'or à la fasce ondée d'azur. |
| Blason de Godivelle (La) | Détails | Le statut officiel du blason reste à déterminer.                                                         |